# Lori Harrigan
Lori Harrigan, née le 5 septembre 1970 à Anaheim en Californie, est une joueuse de softball américaine.

## Palmarès
| Date | Compétition             | Lieu    | Rang |
| ---- | ----------------------- | ------- | ---- |
| 1996 | Jeux olympiques de 1996 | Atlanta | 1er  |
| 2000 | Jeux olympiques de 2000 | Sydney  | 1er  |
| 2004 | Jeux olympiques de 2004 | Athènes | 1er  |